# Brachyodus
Brachyodus — рід антракотерій, що мешкав у Європі в ранньому міоцені.

## Таксономія
Єдиним видом цього роду є B. onoideus. Номінальний вид "Brachyodus" strategus був перенесений до Paenanthracotherium на основі схожості з P. bergeri. Так само ймовірний азійський вид "B." japonicus був віднесений до Elomeryx Цубамото та Коно (2011).

## Розповсюдження
Скам'янілості Brachyodus відомі з останніх ранньоміоценових відкладень у Європі.